# Louis Goulon
Louis Goulon (1640-) fue un ingeniero de Francia, quien murió a principio del siglo XVIII.

## Biografía
Goulon nació de una antigua familia de Metz, estudió en los jesuitas con Paul Ferry (1591-1669), célebre ministro de la iglesia reformada de Metz, David Ancillon (1617-1692), protestante de Metz, y fue alumno de Vauban, y logró el grado de capitán general de minadores. Goulon forzado a marcharse de Francia debido a la revocación del edicto de Nantes, ofreció sus servicios a los estados de Holanda que le dieron el rango de general de artillería y comandante del regimiento de Horn.
Goulon, en 1688, rehusó dirigir las fortificaciones de Génova, acompaña al príncipe Guillermo de Inglaterra y contribuyó a la rendición de Irlanda. Goulon, más tarde, pasa a Alemania y hace la campaña de 1696 en Italia con el grado de general, y dejó escrita una obra estimada que tuvo varias ediciones, Memorias para el ataque y defensa de plazas, traducida al inglés en 1745, añadiendo un diario del sitio de Ath, Bélgica, en 1697, dirigido por Vauban.

## Obras
- Traite sur attaque et la defense d'une place
- Memoires pour l'attaque et pour la defense d'une place, La Haye, 1706, in-8º.
- Memoires pour l'attaque et pour la defense d'une place, Ámsterdam, 1754.
- Memoirs of Monsieur Goulon: Being a treatise on the attack and defence of a place, London: A. Milan, 1745.